# Curtara funebris
Curtara funebris är en insektsart som beskrevs av Spångberg 1881. Curtara funebris ingår i släktet Curtara och familjen dvärgstritar. Inga underarter finns listade i Catalogue of Life.